# (3269) Vibert-Douglas
(3269) Vibert-Douglas est un astéroïde de la ceinture principale.

## Description
(3269) Vibert-Douglas est un astéroïde de la ceinture principale. Il fut découvert le 6 mars 1981 à Siding Spring par Schelte J. Bus. Il présente une orbite caractérisée par un demi-grand axe de 2,78 UA, une excentricité de 0,16 et une inclinaison de 17,2° par rapport à l'écliptique.

## Compléments